# Joe Strummer
John Graham Mellor, mer känd under artistnamnet Joe Strummer, född 21 augusti 1952 i Ankara i Turkiet, död 22 december 2002 i Broomfield i Somerset, var en brittisk låtskrivare, musiker och sångare som även medverkade i ett antal filmer och varit radioprogramledare. Han var mest känd som gitarrist och sångare i gruppen The Clash.

## Biografi
Joe Strummer spelade först i bandet The Vultures. Detta band gjorde inte mycket väsen av sig, och såvitt bekant finns inte någon inspelning med dem. Strummers nästa band var mer framgångsrikt. Bandet hette The 101'ers. De släppte en singel, "The Keys to Your Heart", som var en Strummer-komposition och fick ganska bra recensioner, särskilt för live-uppträdanden. Efter bandets upplösning gavs LP:n Elgin Avenue Breakdown ut. Senare har även en CD givits ut, med titeln Elgin Avenue Breakdown (Revisited).
Om värvningen till Clash finns olika uppgifter. Innan Strummer lämnade 101'ers för Clash, hade han bytt namn från John "Woody" Mellor – som han tidigare kallat sig – till Joe Strummer (där "strum" åsyftade hans energiska gitarrvevande).
Efter Clash spelade Joe Strummer ett tag med de irländska folkrockarna The Pogues, efter att originalsångaren Shane MacGowan lämnat bandet. Han har även gjort filmmusik, till Alex Cox filmer Walker och Straight to Hell, båda från 1987. År 1989 spelade Joe Strummer med i Jim Jarmuschs film Mystery Train. Han gjorde även låten "Love Kills" till filmen Sid & Nancy om Sid Vicious. De sista åren av sitt liv spelade han in skivor och turnerade med kompbandet The Mescaleros. Han avled 2002 av ett medfött hjärtfel. Bara någon vecka tidigare hade Joe Strummer spelat på en stödgala för strejkande brandmän och återförenats på scen med Mick Jones. De hade då inte spelat tillsammans sedan 1983.

## Diskografi (urval)

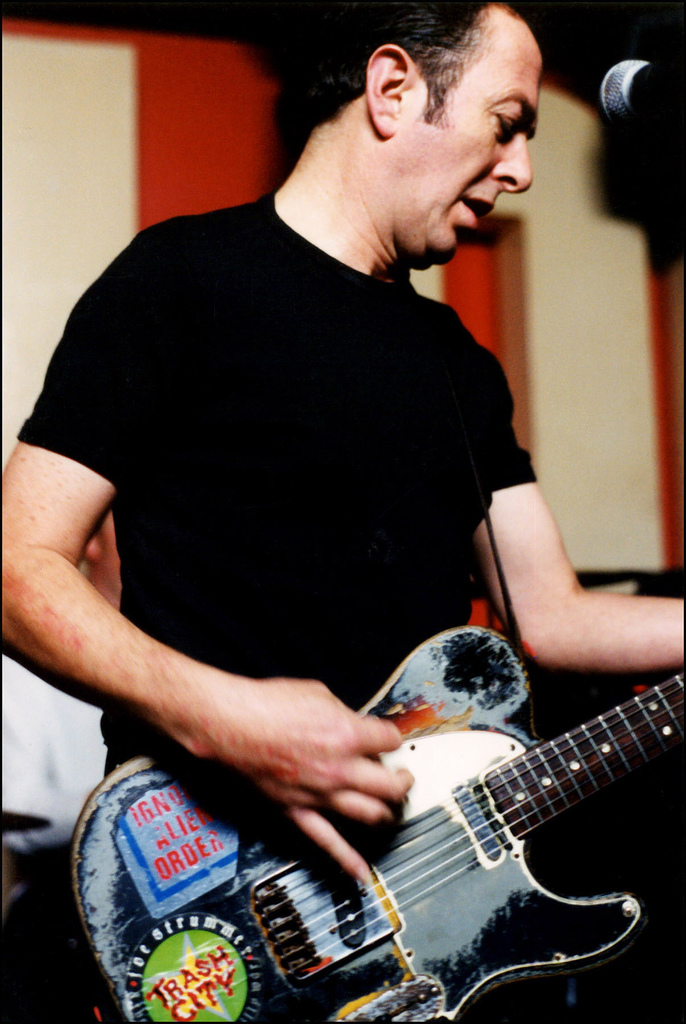
Joe Strummer 2001.

### Med The Clash
Studioalbum
- 1977 – The Clash (UK)
- 1978 – Give 'Em Enough Rope
- 1979 – London Calling
- 1980 – Sandinista!
- 1982 – Combat Rock
- 1985 – Cut the Crap (Struken ur den officiella diskografin)

Livealbum
- 1999 – From Here to Eternity: Live (inspelningar från 1978 – 1982)
- 2008 – Live at Shea Stadium (inspelat 1982)

### The 101ers
- 1981 – Elgin Avenue Breakdown (inspelningar 1974 –1976)
- 2007 – Joe Strummer: The Future Is Unwritten (soundtrack från dokumentaren om Joe Strummer)
- 2018 – Joe Strummer 001 (samlingsalbum med 32 spår)

### Soloalbum
- 1987 – Walker (soundtrack från filmen med samma namn)

### Med The Latino Rockabilly War
- 1989 – Earthquake Weather

### Med The Mescaleros
- 1999 – Rock Art and the X-Ray Style
- 2001 – Global a Go-Go
- 2002 – Black Hawk Down
- 2003 – Streetcore
- 2012 – Joe Strummer & the Mescaleros: The Hellcat Years
- 2012 – Live at Acton Town Hall (inspelat 15 november 2002)